# Höhlensee (Buchen (Odenwald))
Der Höhlensee ist ein kleiner See in einem Steinbruch nahe dem Stadtteil Eberstadt von Buchen (Odenwald) im baden-württembergischen Neckar-Odenwald-Kreis vor dem Eingang der Schauhöhle Eberstadter Tropfsteinhöhle.

## Lage und Beschreibung
Der See liegt naturräumlich im Bauland, im Grenzbereich des Unterraums Buchener Platte im Norden zum Unterraum Seckach-Kirnau-Platten im Süden. Er liegt etwa 1,3 km westnordwestlich der Ortsmitte des Dorfes Eberstadt auf etwa 330 m ü. NHN im Gewann Geißbaum in einem östlichen Teil des dortigen Muschelkalkbruchs, in welchem heute kein Abbau mehr stattfindet, nachdem darin die Tropfsteinhöhle entdeckt wurde.
Der See ist 0,8 ha groß, entsprechend der Form der zuletzt erreichten Abbausohle etwa rechteckig, von West bis Ost etwa 130 Meter lang, von Nord bis Süd etwa 80 Meter breit. Eine kleine rundliche Insel liegt etwas westlich der Mitte, etwas östlich von ihr wird zu den Besuchszeiten der Höhle eine Fontäne betrieben. Im Süden und Osten stehen hohe Abbauwände, im Westen ist wenig über der Seehöhe ein Busparkplatz angelegt, von dem aus an der Nordseite entlang ein Weg zum Besucherzentrum und Eingang der Höhle auf einem kleinen Hügel und einem Restaurationsbetrieb daneben führt, der Ausblick über den See erlaubt.
Der See selbst liegt im Unteren Muschelkalk, die Abbauwände reichen bis hinauf in den Mittleren Muschelkalk. Er wird von Regen und von Grundwasser gespeist, das wohl vor allem von Norden her aus den Klüften des verkarsteten Muschelkalks zuläuft, aus denen auch die Karsthöhle entstand. Oberirdisch umfasst das Einzugsgebiet nur etwa 0,1–0,2 km², doch könnte es in den unterirdischen Karstetagen deutlich größer sein.
Ein halbkilometerlanger Graben führt den Abfluss des Sees südwestwärts zum Gewesterbach, der über den Hiffelbach zur oberen Seckach entwässert.
Das Messtischblatt Adelsheim von 1880 zeigt den See noch nicht und nur einen sehr kleinen Ansatz zur sich heute (2021) über einen Kilometer weit von westlich des Sees bis östlich der Sechselseehöfe aufwärts und schmal neben dem Gewesterbachtal erstreckenden Steinbruchgrube.

### LUBW
Amtliche Online-Gewässerkarte mit passendem Ausschnitt und den hier benutzten Layern: Dauntalweiher und Umgebung

Allgemeiner Einstieg ohne Voreinstellungen und Layer: Daten- und Kartendienst der Landesanstalt für Umwelt Baden-Württemberg (LUBW) (Hinweise)
1. ↑  Höhe nach dem Höhenlinienbild auf dem Hintergrundlayer Topographische Karte.
2. ↑  Seefläche nach dem Layer Stehende Gewässer.
3. 1 2  Dimensionen abgemessen auf dem Hintergrundlayer Topographische Karte.
4. ↑  Einzugsgebiet abgemessen auf dem Hintergrundlayer Topographische Karte.

### Andere Belege
1. ↑  Wolf-Dieter Sick: Geographische Landesaufnahme: Die naturräumlichen Einheiten auf Blatt 162 Rothenburg o. d. Tauber. Bundesanstalt für Landeskunde, Bad Godesberg 1962. → Online-Karte (PDF; 4,7 MB)
2. ↑  Geologie nach den Layern zu Geologische Karte 1:50.000 auf: Mapserver des Landesamtes für Geologie, Rohstoffe und Bergbau (LGRB) (Hinweise)
3. ↑  Meßtischblatt 6522 Adelsheim von 1880 in der Deutschen Fotothek